# Medrisone
Il medrisone è un antinfiammatorio corticosteroide di sintesi, più precisamente un glucocorticoide, utilizzato in oftalmologia. Il farmaco viene venduto nella forma farmaceutica di sospensione oftalmica contenente l'1% di principio attivo.

## Chimica
Il composto si presenta come una polvere cristallina bianco-biancastra, inodore o con odore leggero, moderatamente solubile in acqua ed in alcoli, solubile in cloroformio ed in metilene cloruro.
Il pH della sospensione oftalmica all'1% deve essere compreso tra 6,2 e 7,5.
Lo spettro infrarosso (IR), registrato in bromuro di potassio (KBr), mostra assorbimenti identici a quelli di uno standard di riferimento.

## Farmacodinamica
Medrisone diffonde attraverso le membrane cellulari e forma un complesso con specifici recettori citoplasmatici (recettori glucocorticoidi). Questi complessi penetrano nel nucleo e si legano al DNA, stimolano ed inibiscono la trascrizione di m-RNA e comportano l'induzione di lipomodulina e macrocortina (conosciuta anche con il nome di lipocortina 1 o annessina 1), proteine inibitrici della fosfolipasi A2. Le lipocortinee sopprimono il rilascio di acido arachidonico, un importante precursore delle prostaglandine e dei leucotrieni, entrambi potenti mediatori nella risposta infiammatoria. Il composto, come altri corticosteroidi, riduce la dilatazione dei capillari e l'edema, l'essudazione fibrinosa, la migrazione fagocitaria e l'infiltrazione dei tessuti (in particolare da parte dei leucociti polimorfonucleati), inibisce l'attività fibroblastica di deposizione di collagene e formazione di cicatrici, ritarda la rigenerazione epiteliale, diminuisce la proliferazione capillare (cioè la neovascolarizzazione postinfiammatoria).

## Farmacocinetica
A seguito di instillazione nel sacco congiuntivale il farmaco viene assorbito solo in minima parte dall'umor acqueo, dalla cornea, dall'iride, coroide, corpo ciliare, e dalla retina. L'assorbimento sistemico non è praticamente mai significativo ai normali dosaggi terapeutici.

## Usi clinici
Il farmaco viene impiegato per via topica, tramite instillazioni nel sacco congiuntivale, nel trattamento di condizioni infiammatorie responsive ai corticosteroidi, quindi anche di natura allergica, dell'occhio: ad esempio congiuntiviti, uveiti, scleriti, episcleriti, cheratiti interstiziali.

## Effetti collaterali e indesiderati
L'applicazione del farmaco può causare irritazione locale transitoria (bruciore, iperemia congiuntivale, lacrimazione) e l'uso prolungato può indurre aumento della pressione endooculare, riduzione della funzione visiva (opacizzazione del cristallino), cheratite superficiale.>
Il medrisone può provocare reazioni di ipersensibilità.

## Controindicazioni
Medrisone è controindicato nei soggetti con ipersensibilità individuale accertata verso il principio attivo, altre molecole steroidee, oppure uno qualsiasi degli eccipienti della formulazione farmacologica.

Il composto è controindicato nella maggior parte delle malattie virali della cornea e della congiuntiva, nonché nelle infezioni da micobatteri così come nelle malattie fungine dell'occhio e delle strutture oculari. Segnatamente non deve essere utilizzato in soggetti affetti da cheratite erpetica epiteliale dendritica, cheratite micotica, tubercolosi oculare, cherato-congiuntivite virale. Controindicato anche in caso di glaucoma e infezione batterica delle palpebre e dell'occhio.

## Dosi terapeutiche
Nei soggetti adulti viene consigliata l'instillazione nel sacco congiuntivale di una goccia della sospensione, ogni 4 ore. In alcuni soggetti meno responsivi è possibile aumentare ulteriormente la frequenza della somministrazione.

## Gravidanza e allattamento
Non esistono studi clinici adeguatamente controllati sull'uso di medrisone in donne in stato di gravidanza o che allattano al seno. In particolare non esistono studi per determinare se il composto, somministrato per via topica, possa determinare la comparsa di quantità rilevabili nel latte materno. Il profilo di sicurezza e di efficacia del farmaco in queste condizioni pertanto non è stato stabilito.

La Food and Drug Administration (FDA) ha inserito il medrisone in classe C per l'uso in gravidanza. In questa classe sono inseriti i farmaci privi di studi controllati sulle donne ma i cui studi sugli animali hanno rilevato effetti dannosi sul feto (teratogenico, letale o altro), oppure i farmaci per i quali non sono disponibili studi né sull'uomo né sull'animale.

## Avvertenze
Qualora si debba ricorrere ad un trattamento prolungato nel tempo è buona norma monitorare la pressione oculare e lo stato del cristallino.